# Baseball ai XVIII Giochi panamericani
Il baseball ai XVIII Giochi panamericani si è svolto a Lima, in Perù, dal 29 luglio al 4 agosto 2019. A differenza dell'edizione precedente dei Giochi panamericani di Toronto, si è disputato solo il torneo maschile. Oltre al Perù in qualità di paese ospitante, hanno partecipato l'Argentina, campione sudamericano, le prime due dei Giochi centramericani e caraibici del 2018, ossia Porto Rico e Cuba, e 4 squadre provenienti dalle qualificazioni per i Panamericani: Repubblica Dominicana, Colombia, Canada e Nicaragua.

## Formula
Le squadre sono inizialmente divise in due gruppi di 4 squadre ciascuno; si qualificano per il girone finale le prime due di ogni gruppo. Nel girone finale (Super Round) ogni squadra giocherà 2 incontri con le squadre dell'altro gruppo preliminare, mentre saranno mantenuti il risultato con la squadra dello stesso gruppo preliminare che si è qualificata. Le prime due classificate giocheranno la finalissima che assegna la medaglia d'oro, le altre due invece si affronteranno er la medaglia di bronzo. Le terze classificate dei gruppi preliminari giocheranno la finale per il quinto posto, mentre le ultime dei gironi quella per il settimo posto.

## Gruppo A

### Classifica
| Squadre         | G | V | S | RF | RS | PCT   |
| --------------- | - | - | - | -- | -- | ----- |
| Porto Rico      | 3 | 3 | 0 | 13 | 5  | 1.000 |
| Nicaragua       | 3 | 2 | 1 | 17 | 9  | .667  |
| Rep. Dominicana | 3 | 1 | 2 | 13 | 9  | .333  |
| Perù            | 3 | 0 | 2 | 4  | 24 | .000  |

Risultati
| Data      | Partita         | Partita | Partita    |
| --------- | --------------- | ------- | ---------- |
| 29 luglio | Rep. Dominicana | 10 - 3  | Perù       |
| 30 luglio | Porto Rico      | 7 - 3   | Nicaragua  |
| 31 luglio | Rep. Dominicana | 2 - 4   | Nicaragua  |
| 31 luglio | Porto Rico      | 4 - 1   | Perù       |
| 1 agosto  | Rep. Dominicana | 1 - 2   | Porto Rico |
| 1 agosto  | Perù            | 0 - 10  | Nicaragua  |

## Gruppo B

### Classifica
| Squadre  | G | V | S | RF | RS | PCT   |
| -------- | - | - | - | -- | -- | ----- |
| Canada   | 3 | 3 | 0 | 28 | 9  | 1.000 |
| Colombia | 3 | 2 | 1 | 13 | 13 | .667  |
| Cuba     | 3 | 1 | 2 | 17 | 14 | .333  |
| Perù     | 3 | 0 | 2 | 2  | 24 | .000  |

Risultati
| Data      | Partita   | Partita | Partita   |
| --------- | --------- | ------- | --------- |
| 29 luglio | Colombia  | 6 - 1   | Cuba      |
| 29 luglio | Canada    | 10 - 0  | Argentina |
| 30 luglio | Argentina | 2 - 4   | Colombia  |
| 30 luglio | Canada    | 8 - 6   | Cuba      |
| 31 luglio | Argentina | 0 - 10  | Cuba      |
| 1 agosto  | Colombia  | 3 - 10  | Canada    |

## Girone finale

### Classifica
| Squadre    | G | V | S | RF | RS | PCT   |
| ---------- | - | - | - | -- | -- | ----- |
| Porto Rico | 3 | 3 | 0 | 17 | 9  | 1.000 |
| Canada     | 3 | 2 | 1 | 25 | 11 | .667  |
| Colombia   | 3 | 1 | 2 | 15 | 13 | .333  |
| Nicaragua  | 3 | 0 | 3 | 4  | 28 | .000  |

### Risultati

#### Gruppo finale
| Lima 2 agosto 2019 | Porto Rico | 8 – 5 referto | Canada | Baseball stadium (2100 spett.) |

| Lima 2 agosto 2019 | Nicaragua | 1 – 11 referto | Colombia | Baseball stadium (1513 spett.) |

| Lima 3 agosto 2019 | Nicaragua | 0 – 10 referto | Canada | Baseball stadium (1979 spett.) |

| Lima 3 agosto 2019 | Porto Rico | 2 – 1 referto | Colombia | Baseball stadium (2313 spett.) |

#### Finale 1º - 2º posto
| Lima 4 agosto 2019 | Porto Rico | 6 – 1 referto | Canada | Baseball stadium (esaurito spett.) |

#### Finale 3º - 4º posto
| Lima 4 agosto 2019 | Nicaragua | 6 – 0 | Colombia | Baseball stadium (esaurito spett.) |

#### Finale 5º - 6º posto
| Lima 3 agosto 2019, ore 13:00 | Cuba | 9 – 10 referto | Rep. Dominicana | Baseball stadium (2415 spett.) |

#### Finale 7º - 8º posto
| Lima 2 agosto 2019 | Argentina | 20 – 1 referto | Perù | Baseball stadium (1125 spett.) |

## Classifica finale
| Classifica | Squadre         |
| ---------- | --------------- |
|            | Porto Rico      |
|            | Canada          |
|            | Nicaragua       |
| 4          | Colombia        |
| 5          | Rep. Dominicana |
| 6          | Cuba            |
| 7          | Argentina       |
| 8          | Perù            |